# Nagymányok
Nagymányok (németül: Großmanok) város Tolna vármegyében, a Bonyhádi járásban. 2009. július 1-jével nyilvánították várossá. 1068 hektáros kiterjedésével a megye és a Dél-Dunántúl legkisebb közigazgatási területű városa.

## Fekvése
A Mecsek hegység keleti kiágazásának északi oldalán fekszik, szép természeti környezetben; közigazgatásilag Tolna vármegye déli peremén, a Bonyhádi járásban. Területének déli része hegyes-dombos, a többi irányban nagyrészt síkság. Határa keleten Kismányok, északon Aparhant és Izmény, nyugaton és délnyugaton Váralja, délen és délkeleten a Baranya vármegyéhez tartozó Mecseknádasd és Hidas községekkel érintkezik.
A fővárostól, Budapesttől 170, a megyeszékhelytől, Szekszárdtól 27, Pécstől pedig 45 kilométerre helyezkedik el. Mindhárom említett város felől a 6-os főútról közelíthető meg, a Bonyhád-Kaposszekcső közötti 6534-es úton. A települést átszeli a MÁV 50-es számú Dombóvár–Bátaszék-vasútvonala, melynek egy megállási pontja van itt. Nagymányok megállóhely a vonal állomásainak viszonylatában Váralja megállóhely és Hidas-Bonyhád vasútállomás között található.

## Története
Az első írásos emlék 1015-ből maradt fenn, amikor Damaslaus herceg a Manek alakban írt falut a pécsváradi kolostornak adományozza. A település neve és annak írásmódja a későbbiekben többször változott: Manky, Meneke, Manyk, Manyuk, Mányok és Nagymányok alakok váltak ismertté. A török pusztítás következtében elnéptelenedett községbe katolikus vallású németek kerültek betelepítésre, a ma itt élő lakosság 50%-a német nemzetiségű.
A város hármas településtagoltsága szintén a szénbányászathoz kötődik. A falusi rész az előzőekben leírtak alapján 1015-től ismert, ehhez szervesen csatlakozott a Csalapuszta 1299-től, mely két utcából állt. A Bányatelep 1891-től került be a község vérkeringésébe, melyet a bánya hozott létre és tett komfortossá. Az Újtelep szintén bányászlakásokból álló településrész, 1958-tól kezdődően épült. A szénbányászat kezdeti lépései 1803-tól voltak tapasztalhatók. 1873-ban került sor a vasút kiépítésére. A bányászat jelentősebb szerepet 1890-től kapott, amikor megépítették az első üzemi épületeket és munkáslakásokat. 1890-ben Troll Ferenc zárdát alapított, mely szintén lényeges momentum a település életében. A település bányász jellege megszűnt, de 2011 nyarán újjáéledt, ugyanis megkezdődött a 2-2,5 millió tonnára becsült szénvagyon külszíni kitermelése.
2009. július 1-jén lett az addigi nagyközségből város, amikor Sólyom László köztársasági elnök városi címet adományozott a településnek. A városi címmel Nagymányok főútja és központja is megújult.
Nagymányokon három önkormányzati tulajdonú épületre telepítenek napelemeket uniós forrásból, amelyek az épületek energiaszükségletének 60-70 százalékát fogják fedezni. A beruházás 29 millió forint költséggel jár. A felszerelésre kerülő napelemek összteljesítménye 40 kilowatt lesz.

## Közélete

### Polgármesterei
| Polgármester | Polgármester  | Polgármester | Megjegyzés                          |
| ------------ | ------------- | ------------ | ----------------------------------- |
| 1990–1994    | Teleki István | független    |                                     |
| 1994–1998    | Teleki István | független    |                                     |
| 1998–2002    | Teleki István | független    |                                     |
| 2002–2006    | Balogh András | független    |                                     |
| 2006–2010    | Karl Béla     | független    |                                     |
| 2010–2014    | Karl Béla     | független    |                                     |
| 2014–2019    | Karl Béla     | független    |                                     |
| 2019–2023    | Karl Béla     | független    | hivataláról lemondott               |
| 2023–2024    | Bartucz Máté  | független    | időközi választás: 2023. június 18. |
| 2024–        | Bartucz Máté  | független    |                                     |

## Népesség
A település népességének változása:
| Lakosok száma | 2289 | 2280 | 2275 | 2134 | 2109 | 2103 | 2118 |
|               | 2013 | 2014 | 2015 | 2021 | 2022 | 2023 | 2024 |

A 2011-es népszámlálás során a lakosok 88,4%-a magyarnak, 3,4% cigánynak, 26,1% németnek mondta magát (11,4% nem nyilatkozott; a kettős identitások miatt a végösszeg nagyobb lehet 100%-nál). A vallási megoszlás a következő volt: római katolikus 56,9%, református 3,3%, evangélikus 6%, felekezeten kívüli 10,5% (21,4% nem nyilatkozott).
2022-ben a lakosság 89,9%-a vallotta magát magyarnak, 11,3% németnek, 1,8% cigánynak, 0,3% lengyelnek, 0,1-0,1% horvátnak, görögnek és románnak, 1,9% egyéb, nem hazai nemzetiségűnek (9,9% nem nyilatkozott; a kettős identitások miatt a végösszeg nagyobb lehet 100%-nál). Vallásuk szerint 38,5% volt római katolikus, 4,8% evangélikus, 2,5% református, 0,1% görög katolikus, 1,2% egyéb keresztény, 1% egyéb katolikus, 15,3% felekezeten kívüli (36,3% nem válaszolt).

## Nevezetességei
- Római katolikus templom – barokk stílusú – 1783; és a plébánia. A templom homlokzatán I. és II. világháborús emlékmű
- Kálváriadomb a város déli részén.
- Egykori meddőhányó a Sturc.
- Műemlék Nepomuki Szent János- és a Szent Vendel-szobrok
- Négy kápolna.
- Helytörténeti gyűjtemény (német nemzetiségi és paraszti hagyományok) (Előre egyeztetett időpontban megtekinthető. Tel.: 74/459-411),
- Bányász Emlékszoba (nyitvatartás: előre egyeztetett időpontban Tel.: 74/459-411, 74/458-622), valamint a Széchenyi Emlékszoba.
- Evangélikus templom - 1994-ben épült - mellette bányászemlékmű.
- Székely Közösségi Ház és Tájszoba (alakulás éve: 2015. Előre egyeztetett időpontban megtekinthető. Tel : 20/ 211 9950)

Új színfoltja a településnek a nemrég elkészült szabadidőközpont és a Magyarországi Új Apostoli Egyház épülete. Feledhetetlen élményt nyújthatnak a város északi és nyugati részén található hangulatos pincesorok.

## Civil szervezetek, egyesületek
- Nagymányoki Honismereti Egyesület
- Glück Auf Hagyományőrző Egyesület
- Nagymányoki Ifjúsági Fúvószenekar
- VOX-HUMANA Magyar Ének Egyesület
- Nagymányoki Sportegyesület
- Nagymányoki Amatőr Kézművesek Alkotócsoportja
- Nyugdíjasklub
- Aerobic Klub
- Siketek és nagyothallók klubja
- Életmódklub
- Irodalmi színpad
- Diáksportkör
- Focisuli
- Nagymányoki Széchenyi Kör
- Német Nemzetiségi Gyermekkórus
- Németh-Gallusz Duó
- Önkéntes Tűzoltó Egyesület
- Polgárőrség Nagymányok
- Nyugdíjas Bányász Szakszervezet
- Nagymányoki Szőlő és Bortermelők Baráti Köre Egyesület
- Völgység Turista Egyesület
- Nagymányoki Székely Kör Egyesület

## Rendezvények
- Nagymányoki Újévi Koncert
- Pünkösdi Rendezvények
- Majális
- Duna-menti Folklór Fesztivál
- Augusztus 20-ai ünnepség
- Iparosok-Kereskedők Napja
- Bányász-napi Búcsú
- Mihály-napi Búcsú
- Szilveszteri Bál
- Nagymányoki Búcsú- Bor és Strudel Fesztivál

## Híres emberek
- Itt született Wusching Konrád Pál (1827–1900) elemi iskolai főtanító, karnagy, zeneszerző és publicista.